# جيمس غراهام (قاضي)
جيمس غراهام (بالإنجليزية: James Graham, 3rd Duke of Montrose)‏ (و. 1755 – 1836 م) هو قاضي، وسياسي، ونبال من مملكة بريطانيا العظمى، توفي في لندن، عن عمر يناهز 81 عاماً.

## مناصب
تولى منصب عضو مجلس الشعب في برلمان بريطانيا العظمى
.

## التعليم
تعلم في كلية إيتون
.